# Stráň (přírodní památka)
Stráň je přírodní památka u Slavkova pod Hostýnem v okrese Kroměříž. Nachází se na západním svahu Hostýna. Důvodem ochrany je pastvina s teplomilnou květenou.